# Dendrobium sarawakense
Dendrobium sarawakense är en orkidéart som beskrevs av Elmer Drew Merrill. Dendrobium sarawakense ingår i släktet Dendrobium, och familjen orkidéer. Inga underarter finns listade i Catalogue of Life.